# Championnat d'Égypte de football 1949-1950
Navigation
Saison précédente Saison suivante
La saison 1949-1950 du Championnat d'Égypte de football est la 2e édition du championnat de première division égyptien. Dix clubs égyptiens prennent part au championnat organisé par la fédération. Les équipes sont regroupées en une poule unique où elles rencontrent leurs adversaires deux fois, à domicile et à l'extérieur.
C'est le club d'Al Ahly SC, tenant du titre, qui remporte à nouveau le championnat, après avoir battu lors d'un barrage pour le titre, le club de Tersana SC, les deux formations ayant terminé à égalité en tête du classement. C'est le 2e titre de champion d'Égypte de l'histoire du club, qui réalise le doublé en battant une nouvelle fois Tersana en finale de la Coupe d'Égypte.

Le club d'Al Teram, 10e la saison dernière, ne prend pas part au championnat cette année.

## Les clubs participants
| - Al Ahly SC - Tersana SC - Ismaily SC - Farouk Club - Al-Masry Club | - Port-Fouad - Al Olympi - Ittihad Alexandrie - Younan Alexandria - Al Sekka Al Hadid |

## Compétition

### Classement
Le classement est établi sur le barème de points classique (victoire à 2 points, match nul à 1, défaite à 0).
| Rang | Équipe             | Pts | J  | G  | N | P | Bp | Bc | Diff |
| ---- | ------------------ | --- | -- | -- | - | - | -- | -- | ---- |
| 1    | Al Ahly SC'T'C     | 23  | 18 | 9  | 5 | 4 | 27 | 10 | +17  |
| 2    | Tersana SC         | 23  | 18 | 10 | 3 | 5 | 30 | 22 | +8   |
| 3    | Farouk Club        | 20  | 18 | 8  | 4 | 6 | 27 | 19 | +8   |
| 4    | Ismaily SC         | 18  | 18 | 7  | 4 | 7 | 26 | 28 | -2   |
| 5    | Ittihad Alexandrie | 18  | 18 | 7  | 4 | 7 | 19 | 20 | -1   |
| 6    | Port-Fouad         | 18  | 18 | 7  | 4 | 7 | 21 | 24 | -3   |
| 7    | Al-Masry Club      | 16  | 18 | 4  | 8 | 6 | 21 | 24 | -3   |
| 8    | Al Olympi          | 16  | 18 | 6  | 4 | 8 | 25 | 29 | -4   |
| 9    | Al Sekka Al Hadid  | 14  | 18 | 4  | 6 | 8 | 18 | 25 | -7   |
| 10   | Younan Alexandria  | 10  | 18 | 4  | 6 | 8 | 16 | 29 | -13  |

| Légende : Qualifications et relégations | Légende : Qualifications et relégations                |
| --------------------------------------- | ------------------------------------------------------ |
|                                         | Participation au barrage pour le titre                 |
|                                         | T : Tenant du titre C : Vainqueur de la Coupe d'Égypte |

### Les matchs

#### Barrage pour le titre
| Équipe 1   | Résultat | Équipe 2   |
| ---------- | -------- | ---------- |
| Al Ahly SC | 2 - 1    | Tersana SC |

## Bilan de la saison
| Championnat d'Égypte de football 1949-1950 |                       |
| Champion                                   | Al Ahly SC (2e titre) |
| Coupes et trophées                         |                       |
| Vainqueur de la Coupe d'Égypte 1949-1950   | Al Ahly SC            |
| Promotions et relégations                  |                       |
| Promus en Egyptian Premier League          | Aucun                 |
| Relégués en Egyptian Second League         | Aucun                 |